# Boldklubben 1908
A Boldklubben 1908 egy dán labdarúgócsapat. A klubot 1908-ban alapították, székhelye a főváros, Koppenhága. Jelenleg az ötödosztályban szerepel.

## Külső hivatkozások
- (dánul) Hivatalos weboldal